# إتيان أوبري
إتيان أوبري (بالفرنسية: Étienne Aubry)‏ هو رسام فرنسي، ولد في 10 يناير 1745 في فرساي في فرنسا، وتوفي بنفس المكان في 25 يوليو 1781 بسبب الملاريا.

## صور من أعماله الفنية

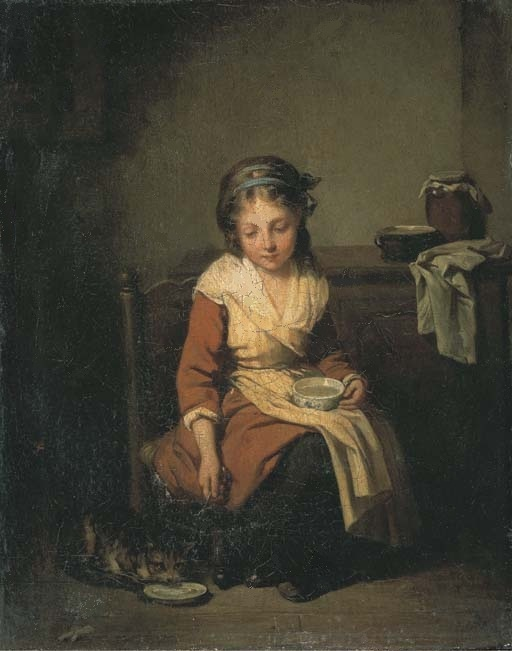
فتاة وقطتها
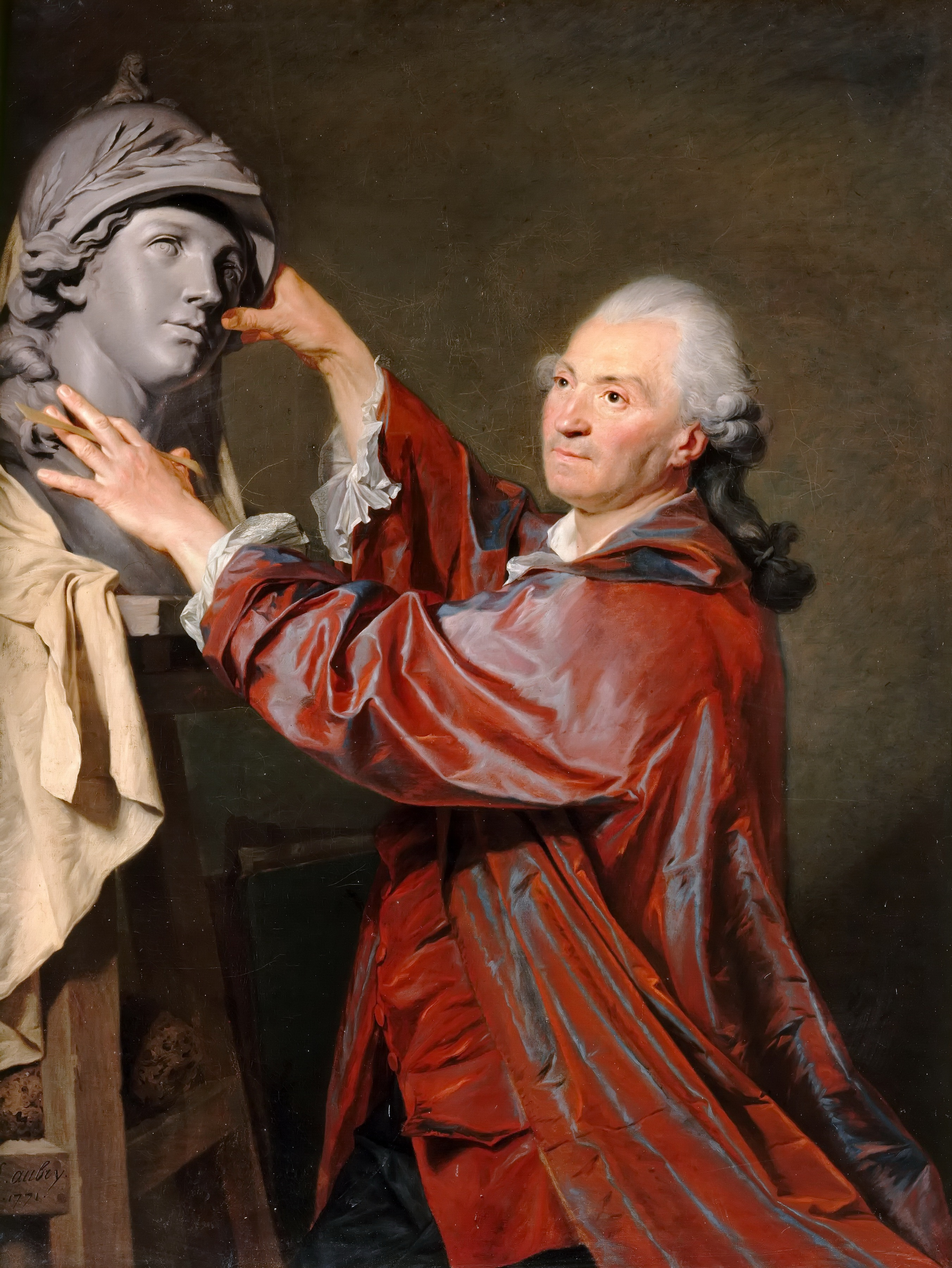
صورة للنحات لويس كلود فاسي ، رسمها أوبري 1771.
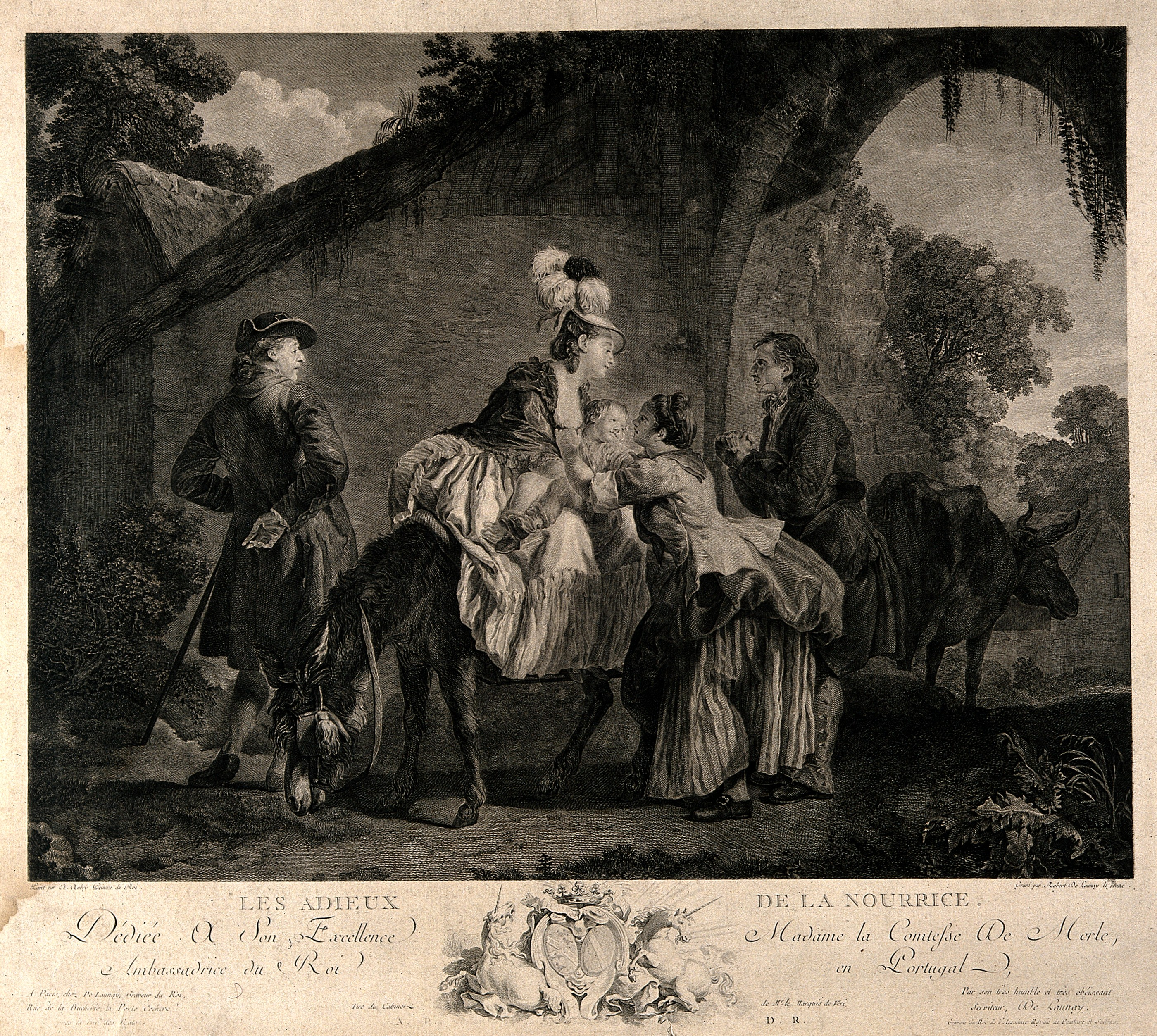
وداع الممرضة ، نقش نيكولاس دي لوناي رسم أوبري.
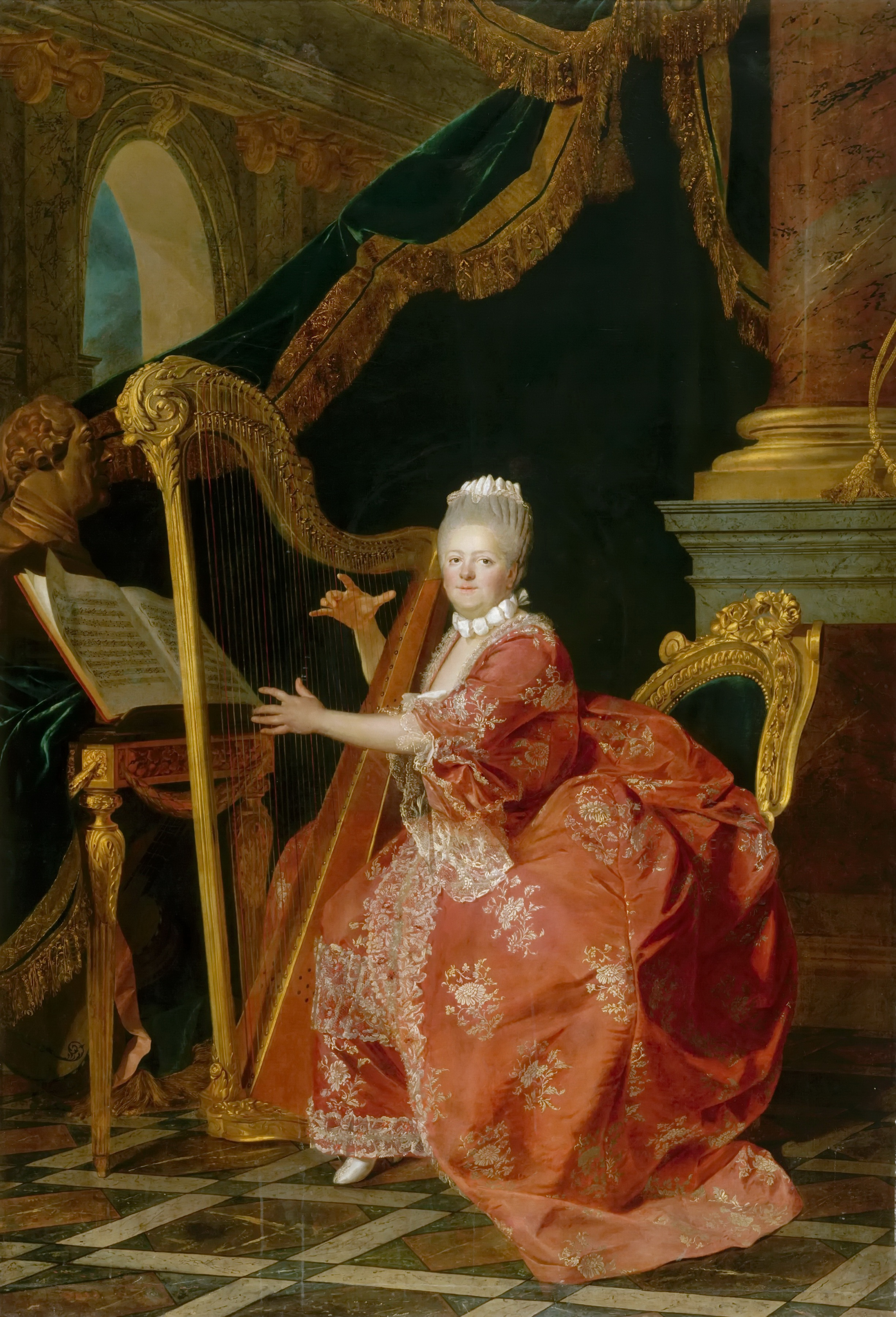
صورة مدام فيكتوار 1773.